# Vaardigheidsmedaille van de Nederlandse Sport Federatie
De Vaardigheidsmedaille van de Nederlandse Sport Federatie is een particuliere onderscheiding die op de uniformen van de Nederlandse strijdkrachten, en ook op die van de politie, mag worden gedragen.
Het Nederlandsch Olympisch Comité verleende van tot 1959 een Medaille voor vaardigheidsproeven van het Nederlands Olympisch Comité. In de bezettingstijd werd deze proef ook afgenomen terwijl de Nederlandse regering in Londen de Vaardigheidsmedaille van de Koninklijke Nederlandsche Brigade "Prinses Irene" verleende. De medaille van het NOC kwam in 1959 te vervallen en de vaardigheidsproeven werden vanaf toen door de Nederlandse Sport Federatie (NSF) afgenomen. De eisen bleven wel dezelfde en de medaille van de NSF lijkt dan ook sterk op de Vaardigheidsmedaille van het NOC.

## De medaille
De voorzijde van de medaille vertoont een klimmende leeuw met zwaard en pijlenbundel, de zogeheten "Nederlandse leeuw" op een veld met blokken zoals die sinds 1909 ook in het Rijkswapen voorkomt. Daaromheen staat het randschrift "VOOR ALZIJDIGE VAARDIGHEID".
De keerzijde van de medaille is vrijwel gelijk gebleven; ze toont drie cirkels, één boven en twee onder, waarin de letters "N", "S" en "F" (Nederlandse Sport Federatie) waar ooit "NOC" stond. Tussen de cirkels wordt de ruimte opgevuld door gestileerde lauwerbladen.
- Wanneer een deelnemer meermalen de proef met goed gevolg aflegt wordt een herhalingsteken op het lint aangebracht.
- Bij 10 deelnames wordt een bronzen lauwertak op het lint bevestigd. Bij 11, 12, 13, of 14 deelnames werd de bronzen lauwertak van de Romeinse cijfers I, II, III of IV voorzien.
- Bij 15 deelnames wordt een zilveren lauwertak op het lint bevestigd, Bij 16, 17, 18 of 19 deelnames een zilveren lauwertak met de Romeinse cijfers I, II, III of IV voorzien.
- Bij 20 deelnames wordt een gouden lauwertak op het lint bevestigd. Bij 21, 22, 23 of 24 deelnames wordt een gouden lauwertak met de Romeinse cijfers I, II, III of IV voorzien.
- Bij meer dan 25 deelnames draagt men op het lint een gouden lauwerkrans waarbinnen het aantal deelnames in Arabische cijfers wordt vermeld.

Het op het lint gespelde zilveren kroontje voor de facultatief afgelegde zwaardere proeven, onderdeel van de vaardigheidsproeven van het NOC, wordt niet meer gebruikt.
De zilveren medaille wordt aan een 27 millimeter breed Nassausch blauw lint op de linkerborst gedragen.
Voor avondkleding en rokkostuums zijn miniaturen met een doorsnee van 16 millimeter in de handel.